# Tatjana Tess
Tatjana Tess (Pseudonym), geboren Tatjana Nikolajewna Sosjura, (russisch Татьяна Тэсс, урожд. Татьяна Николаевна Сосюра; * 12. Oktoberjul. / 25. Oktober 1906greg. in Odessa; † 1983 in Moskau) war eine sowjetische Journalistin und Schriftstellerin.

## Leben
Tess’ Vater war Besitzer der Fäkaliensammelwagen Odessas. Ihr 8 Jahre älterer Bruder Wolodymyr Sosjura wurde Dichter. Sie studierte 1924–1927 am Konservatorium Odessa in der Klavier-Klasse mit Abschluss. Sie beteiligte sich am Literaturkreis Potoki Oktjabrja (Oktoberflut) und veröffentlichte 1924 ihre Gedichte.
Tess ging nach Moskau und beschäftigte sich auf Anraten Michail Kolzows mit Journalistik. Sie befreundete sich mit Roman Karmen und Isaak Babel. Das Pseudonym Tes entsprechend den Anfangsbuchstaben ihres Vor- und Nachnamens benutzte sie erstmals 1929 für einen Artikel über das neue Moskauer Planetarium für eine Zeitschrift Maxim Gorkis, der dann nicht angenommen wurde. Später fügte sie ein zweites s hinzu, und in ihrem Pass stand es an erster Stelle vor ihrem Geburtsnamen. Ein Sammelband mit ihren Texten erschien 1932.
Von 1934 bis 1983 war Tess Sonderkorrespondentin der Iswestija, deren meistgelesene Journalistin sie wurde. Sie veröffentlichte Essays, Kurzgeschichten, Dokumentationen und Novellen. Im Mittelpunkt standen Probleme der Moral und Erziehung. Sie führte einen Literarischen Salon und sammelte Antiquitäten.
In ihren Büchern beschrieb Tess Frauenschicksale. Sie vermied es, Anstoß zu erregen, sodass sie bei den Behörden wohlgelitten war. Ihr Buch über die Amerikanerinnen erschien 1966 im Moskauer Kinderliteratur-Verlag und wurde ihr bekanntestes Werk. Das Buch beschreibt im Rahmen einer Reise einer Journalistin in die USA in positiver Weise Dinge und Ereignisse ohne jede politische Tendenz aus einer weiblichen Perspektive. Das Buch wurde von Jugendlichen gelesen und prägte ihr Bild von den USA. Damit gehörte sie zu den Kulturschaffenden, die mehr als eine Journalistengeneration beeinflusst haben.
Lew Kassil. Irakli Andronikow, Arkadi Raikin und andere bekannte Autoren waren mit Tess befreundet. Wenn Kollegen in Schwierigkeiten zu ihr kamen, erklärte sie ihnen, dass sie sie nicht verteidigen, aber mit Geld helfen könne. Die befreundete Schauspielerin Faina Ranewskaja bezeichnete Tess’ Schreibstil als „Rotz in Zucker“.
In 1. Ehe war Tess mit dem Biophysiker Lew Abramowitsch Tumerman (1898–1986) verheiratet, der 1947 verhaftet und zu 20 Jahren Lagerhaft verurteilt wurde. Sie heiratete in 2. Ehe den Architekten Juri Wladimirowitsch Lokschin (1906–1998).
Tess starb 1983 in Moskau und wurde auf dem Kunzewoer Friedhof begraben.

## Ehrungen, Preise
- Orden des Roten Banners der Arbeit (1949, 1960)
- Leninorden (1962)
- Ehrenzeichen der Sowjetunion (1967)
- Orden der Völkerfreundschaft (1981)
- Medaillen
- Preis des Journalistenverbands der UdSSR